# Tragia tripartita
Tragia tripartita är en törelväxtart som beskrevs av Georg August Schweinfurth. Tragia tripartita ingår i släktet Tragia och familjen törelväxter.
Artens utbredningsområde är Sudan. Inga underarter finns listade i Catalogue of Life.